# سه قسم
سه قسم (به هندی: Teesri Kasam) یا سه سوگند فیلمی محصول سال ۱۹۶۶ و به کارگردانی باسو باهاتچاریا است. در این فیلم بازیگرانی همچون راج کاپور، وحیده رحمان، افتخار، آسیت سن، دلاری، کشتو موکرجی ایفای نقش کرده‌اند.